# Blériot 67
Blériot 67 – francuski trzymiejscowy samolot bombowy w układzie dwupłatu z okresu I wojny światowej, zaprojektowany przez inż. Louisa Blériota i zbudowany w wytwórni Blériot Aéronautique. Powstała w jednym egzemplarzu maszyna nie była udana i nie weszła do produkcji seryjnej.

## Historia

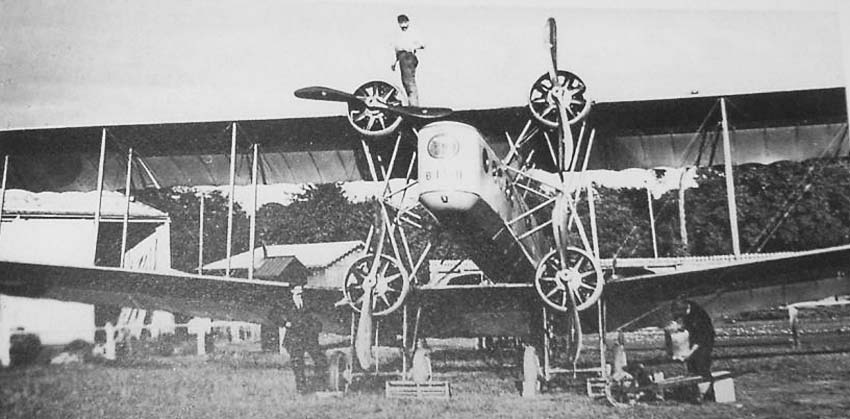
Blériot 67. Widoczny czterosilnikowy nietypowy układ silników.

Na początku 1916 roku Aéronautique Militaire ogłosiło konkurs na ciężki bombowiec strategiczny zdolny do atakowania niemieckich miast. W założeniach konkursu określono, że samolot powinien nie tylko dysponować odpowiednio dużym zasięgiem (600 km) i udźwigiem, ale też osiągać prędkość 140 km/h na wysokości 2000 metrów oraz mieć uzbrojenie strzeleckie zapewniające skuteczną obronę przed wrogimi myśliwcami. Spowodowane to było ciężkimi stratami, jakie w 1915 roku ponosiły niewystarczająco uzbrojone bombowce Caudron, Farman i Voisin. Do konkursu przystąpiło siedem francuskich wytwórni lotniczych, w tym Blériot Aéronautique. Główny konstruktor tych zakładów Louis Blériot w lutym 1916 roku stworzył trzy projekty takiej maszyny: dwa o konstrukcji czteropłatowej, a trzeci był dwupłatem. Napęd wszystkich miały stanowić zgrupowane centralnie cztery silniki: dwa nad kadłubem i dwa poniżej. Żaden z tych projektów nie wyszedł poza deskę kreślarską, ale unikalny układ silników został zastosowany w kolejnym ciężkim bombowcu Blériota, o numerze 67.
Blériot 67 został zaprojektowany przez Louisa Blériota z pomocą inżyniera o nazwisku Touillet. Samolot miał wąski kadłub, umiejscowiony pomiędzy dwoma skrzydłami, na których znajdowały się ciasno zgrupowane silniki (dwa na górnym i dwa na dolnym płacie). Duża liczba rozpórek i drutu użyta do usztywnienia kadłuba i skrzydeł powodowała nadmierny opór aerodynamiczny i związane z tym słabe osiągi samolotu. Do napędu użyto silników rotacyjnych Gnome Monosoupape 9B o mocy 75 kW (100 KM) każdy. Podwozie tworzyły dwie pary kół umieszczone pod każdym z dolnych silników. Powierzchnie sterowe składały się z podwójnych sterów wysokości i trzech sterów kierunku. Uzbrojenie miały stanowić umieszczone z przodu i z tyłu karabiny maszynowe.
Osiągi bombowca nie spełniły warunków specyfikacji konkursowej i zbudowana w jednym egzemplarzu maszyna nie weszła do produkcji seryjnej. Prototyp został rozbity we wrześniu 1916 roku w Buc podczas prób w locie. Rozwinięciem tej konstrukcji był Blériot 71.

## Opis konstrukcji i dane techniczne
Blériot 67 był czterosilnikowym, trójmiejscowym dwupłatem bombowym. Rozpiętość skrzydeł wynosiła 19,4 metra, zaś powierzchnia nośna 89 m². Długość samolotu wynosiła 11,8 metra, masa własna 1800 kg, zaś masa całkowita (startowa) 3500 kg. Napęd stanowiły cztery chłodzone powietrzem 9-cylindrowe silniki rotacyjne Gnome Monosoupape 9B o mocy 75 kW (100 KM) każdy.